# Pavel Gumalic
Pavel Gumalic (în rusă Павел Гумалик) a fost un primar al Chișinăului în perioada anilor 1870–1871.
Pavel Hristoforovici Gumalic s-a născut într-o familie greacă. În 1870 a fost ales primar al Chișinăului, succedându-l pe Adam Krijanovski. Într-un timp scurt Gumalic a construit gara, a început construcția unor turnuri de apă și a pus temelia bisericii Sf. Pantelimon, proiectată de arhitectul Alexandru Bernardazzi.
Profitând de puterea sa, Gumalic a exclus de pe lista electorală în Duma orășenească toți candidații neloiali. Rămași indignați, alegătorii din Chișinău au cerut demisia primarului și anularea rezultatelor alegerilor. Pavel Gumalic a fost demis, fiind succedat de Clemente P. Șumanski.